# Iglice
Iglice (niem. Geiglitz) – wieś sołecka w Polsce położona w województwie zachodniopomorskim, w powiecie łobeskim, w gminie Resko.
W latach 1975–1998 miejscowość administracyjnie należała do województwa szczecińskiego.
Miejscowość jest położona w połowie drogi krajowej nr 6 między Szczecinem i Koszalinem w miejscowości Płoty skręt na Resko, tam skręt na północ w drogę na Iglice.
| SIMC    | Nazwa      | Rodzaj     |
| ------- | ---------- | ---------- |
| 0782445 | Orzeszkowo | przysiółek |
| 0782451 | Stołążek   | przysiółek |

## Historia
Iglice były dużą typową wsią dworsko-chłopską, wchodzącą w skład rozległych dóbr położonych wokół Reska. Dobra te były przez wiele wieków, aż do początku XIX w. lennem jednego z najstarszych na Zachodnim Pomorzu słowiańskich rodów – Borków.
W miejscowości był przystanek kolei wąskotorowej Iglice.

## Zabytki
- Miejscowość położona w atrakcyjnej, urozmaiconej przyrodniczo, malowniczej okolicy – lasy i łąki,
- Część zachodnią wsi zajmują zagrody chłopskie, centralną kościół z cmentarzem, wschodnią zaś zespół pałacowo-parkowy.
- Pałac w Iglicach – okazała, kompletna, dobrze zachowana neorenesansowa rezydencja z zabudowaniami gospodarczymi z tej samej epoki, otoczona 150-letnim parkiem angielskim pow. 6,27 ha z czytelnym układem dróg i ścieżek wewnątrz parkowych. Związane z pałacem tereny zajmują 269 ha. Sam pałac powstał w II połowie XIX wieku. Powierzchnia użytkowa 3180 m², łączna kubatura obiektu 36000 m³.
- kościół ryglowy z 1696 ze stylizowanym XIX w. wystrojem, wieżyczka nad fasadą z XIX w.[6]

## Osoby urodzone lub związane z Iglicami
- Leopold von der Osten (ur. 1 marca 1809 w Iglicach, zm. 20 listopada 1887 tamże) — pruski starosta (Landrat) powiatu Regenwalde i właściciel ziemski w Iglicach[7].
- Albert von der Osten (ur. 1 marca 1811 w Geiglitz, Powiat Regenwalde, zm. 16 września 1887 w Berlinie) —   pruski generał-major.

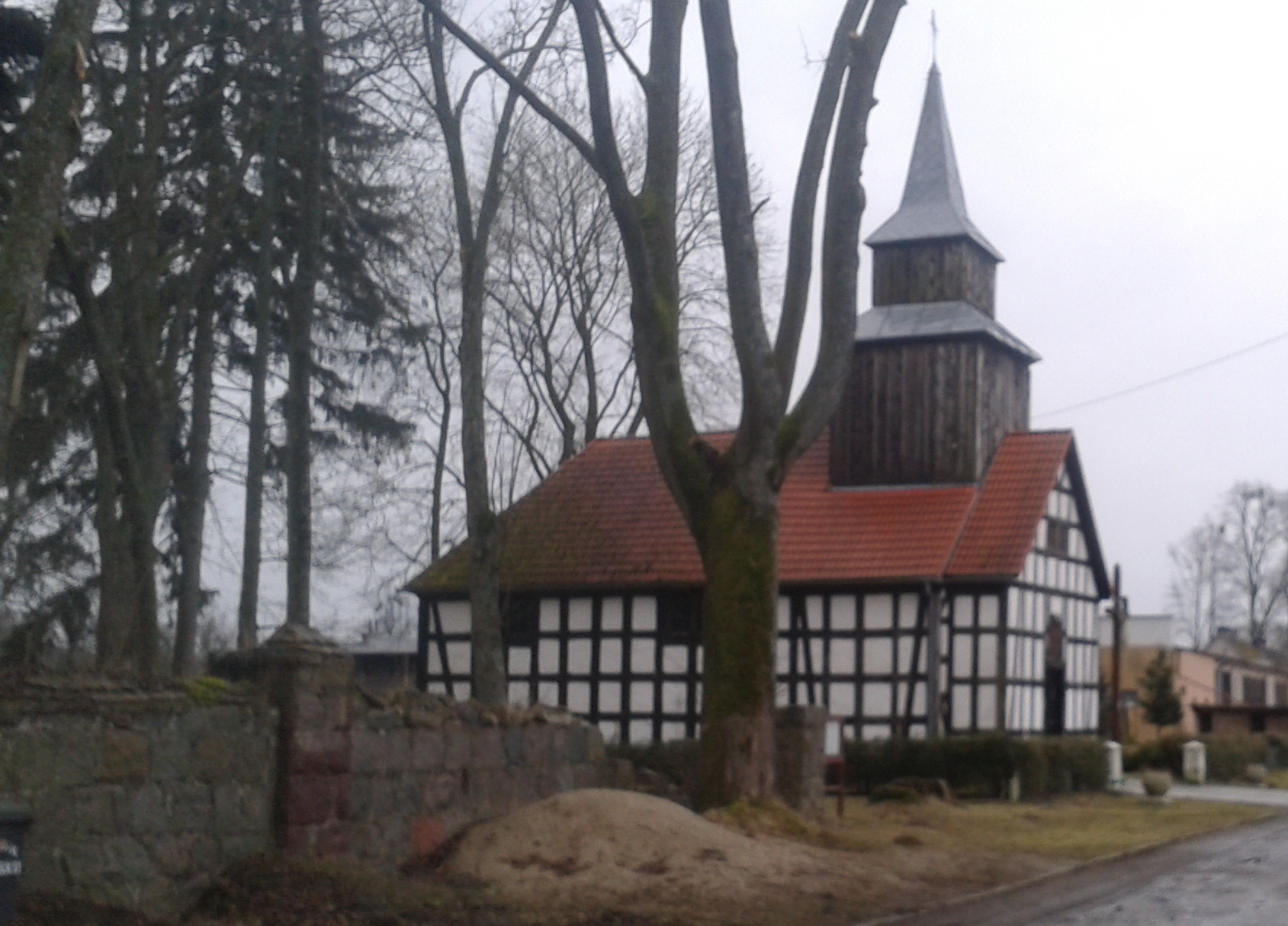
Kościół w Iglicach